# 蓬喬區

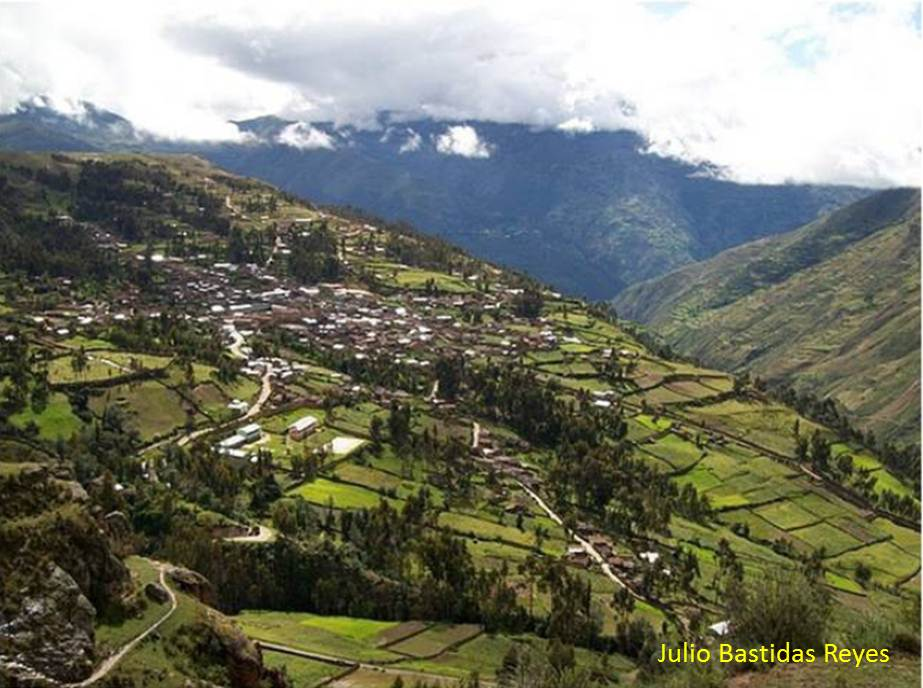

9°27′44″S 76°49′11″W / 9.4622°S 76.8197°W
蓬喬區（西班牙語：Distrito de Punchao），是秘魯的一個區，位於該國中部瓦努科大區的瓦馬利埃斯省，始建於1942年10月7日，面積42.2平方公里，海拔高度3,534米，2005年人口2,542，人口密度每平方公里60人。